# La Toma UNT
La Toma de la Universidad Nacional de Tucumán fue un movimiento de lucha estudiantil que comenzó el 28 de agosto de 2013 y se extendió hasta mediados del mes de octubre del mismo año, en la ciudad de San Miguel de Tucumán (Argentina). Si bien la efervescencia tuvo como principal disparador los casos de abusos sexuales ocurridos en las inmediaciones del Centro Universitario Prebisch, pronto dieron lugar a una movilización general, con gran nivel de activismo participativo, en torno a históricos reclamos estudiantiles.

## Orígenes
Ante la falta de respuestas por parte de las autoridades académicas y gubernamentales ante los casos de violencia de género; los estudiantes de la Facultad de Filosofía y Letras decidieron convocar una asamblea estudiantil general para debatir soluciones al respecto. El 28 de agosto de 2013, una multitud de estudiantes de distintas edades, carreras y sectores sociales participaron de la Asamblea General que volcada a la calle para visibilizar el reclamo resolvieron democráticamente tomar la unidad académica. Adviértase que la misma fue realizada en la arteria que atraviesa el Centro Prebisch y la Facultad de Educación Física y que conecta el este del conglomerado urbano, especialmente La Banda del Río Salí con la capital tucumana.    
A esta decisión se sumaron más tarde la Facultad de Psicología, la Facultad de Bellas Artes y la Facultad de Ciencias Naturales, reclamando:
- Que se declare en la provincia la ley de emergencia de violencia sexual, doméstica y de género. Lo que implicaría la reglamentación presupuestaria específica para combatir esta problemática en todos sus niveles, desde prevención, asistencia a las víctimas y apoyo psicológico, entre otras.
- Boleto estudiantil gratuito.
- Rehabilitación y reconstrucción del comedor estudiantil cerrado durante la última dictadura militar.

## Antecedentes en Argentina
En Argentina las primeras universidades se fundaron durante el período Colonial y el período independentista. A principios del siglo XVII, la enseñanza en las universidades se basaba en el adoctrinamiento religioso y la formación de la élite gobernante.
Con la creación de la Universidad de Buenos Aires en 1821, la educación superior pasó a ser un instrumento de formación de dirigentes y de conciencias al servicio del proyecto capitalista y centralista de los gobernantes de la época.
En 1884 se dicta la Ley 1420 de Educación Común, pero a partir de 1885 la educación superior en Argentina comenzó a caracterizarse por la fuerte homogeneidad ideológica y política entre gobierno y Universidad. A ella se ingresaba por apellido, a través de un examen de pago, teniéndose en cuenta el sector social al que pertenecía el alumno y su inclinación religiosa.

### Inicio de la Lucha Estudiantil
En 1916, Hipólito Yrigoyen se convirtió en el primer presidente argentino electo según la Ley Sáenz Peña.
Los sectores bajos y medios de la sociedad que desde principio de siglo se oponían a la conducción política de la vieja dirigencia oligarca. 
Intentó mantener un diálogo fraternal entre el estado, la patronal y los obreros, aunque muchas veces las manifestaciones sociales escapaban de su control.

En consonancia con los acontecimientos que vivían el país y el mundo, en junio de 1918 la juventud universitaria de Córdoba inició un movimiento por la genuina democratización de la enseñanza. 
El movimiento estudiantil por la "Reforma Universitaria" no fue patrimonio de ningún partido político. En su gestación participaron radicales, socialistas, anarquistas y liberales democráticos, que se oponían al dominio oligárquico sobre la universidad.
El presidente Yrigoyen hizo suyas las banderas de la reforma y convalidó, a través de sucesivos decretos, sus postulados fundamentales. Así nació la primera legislación reformista en las universidades americanas. Su influencia se extendió a México, a Perú y a otros países del continente.

La Reforma Universitaria de 1918 estableció entre otras cosas:
- Autonomía universitaria. Daba a las universidades plena potestad normativa para: dictar sus propios estatutos y reglamentos, organizar sus estudios (aprobar planes y programas, crear carreras) y servicios; disponer y administrar sus bienes y rentas, nombrar y remover a su personal docente y administrativo.

- Acceso de los docentes a sus cargos por concurso público de antecedentes y oposición, por un período establecido.

- Reconocimiento de los centros de estudiantes elegidos democráticamente.

Pero con la caída de Yrigoyen en 1930 se intervinieron nuevamente las universidades, produciéndose la reinstalación conservadora- oligárquica. 
Durante la presidencia de Juan Domingo Perón, el movimiento obrero-estudiantil, a raíz de diversas medidas de fuerza, lograrán que en 1948 se creara por medio de la Ley 13.329 la Universidad Obrera Nacional, que tras la caída de Perón se convierte en la Universidad Tecnológica Nacional, con horarios y currículos especialmente pensados para el estudiante obrero. En 1949, se estableció el ingreso libre a la universidad y su gratuidad: la matrícula pasó de 47.400 estudiantes en 1945 a 136.362 en 1955, un crecimiento del 187 % en 10 años.
Durante los períodos dictatoriales que transcurrieron en Argentina, y en especial con la dictadura más sangrienta que se instaló en 1976, la Universidad Nacional fue intervenida nuevamente, pero esta vez por fuerzas militares. 
Con la implementación del terrorismo de Estado, las fuerzas armadas cerraron carreras universitarias, modificaron los planes de estudio, prohibieron las lectura y la difusión de libros que iban desde El Principito hasta los cuentos de Elsa Bornemann. Decenas de miles de personas fueron detenidas, torturadas, asesinadas y desaparecidas u obligadas al exilio, como fue el caso de los artistas populares Mercedes Sosa y Atahualpa Yupanqui.
En este periodo el número de estudiantes se redujo un 22%, calculándose que alrededor de 100.000 estudiantes abandonaron el claustro tan sólo entre 1976 y 1983. 
Entre los años 1982 y 1984 tuvieron lugar enormes movilizaciones enarbolando las consignas de democracia en el ingreso y en la vida universitaria.
Como respuesta a estas movilizaciones y para mantener la paz social, el 13 de diciembre de 1983, a pocos días de asumir la presidencia de la Nación argentina, el Doctor Raúl Alfonsín dictó el Decreto N° 154/83 que establecía:
- Que el gobierno constitucional asumiría públicamente el compromiso de restablecer el pleno ejercicio de la autonomía universitaria, garantizando la libertad académica, como un modo de asegurar a la Universidad su misión creadora, como institución abierta al pueblo afianzando el principio de igualdad de oportunidades y posibilidades.

- Que en virtud al respeto del principio de la autonomía se limitaría a la acción de los Interventores Normalizadores.

- Que sería imprescindible la participación del claustro estudiantil mediante su intervención en los consejos y el reconocimiento de los centros, federaciones regionales y Federación Universitaria Argentina en la nueva etapa universitaria que se iniciaba.

En 1989, ante la grave situación social y económica que se venía gestando en el país debido a la hiperinflación, el presidente Raúl Alfonsín decidió adelantar en seis meses la transición del mando presidencial. Carlos Menem asumió la presidencia el 8 de julio de 1989 
El nuevo mandatario llevó a cabo un cambio sustancial en las alianzas socioeconómicas del peronismo histórico. 
Durante su primer gobierno, la política de reforma educativa se intensificó y profundizó. Entre 1992 y 1995 se promulgaron tres leyes que sistematizaron los criterios del Banco Mundial, convirtiéndolos en la "política oficial" hacia la educación. Se trata de las siguientes Leyes:
- Ley de Transferencia (1992): traspasó el sistema de educación inicial, primaria, media y terciaria de la órbita nacional hacia las jurisdicciones provinciales (obviamente, olvidándose de la correspondiente “transferencia” de recursos);
- Ley Federal de Educación (1993): se creó la nueva estructura organizativa para la educación, además de introducir modificaciones en el financiamiento, el rol del Estado y los currículos, entre otros puntos;
- Ley de Educación Superior (1995): abrió el camino de la reforma en las instituciones de educación superior. La educación es presentada como una mercancía que, como cualquiera de ellas se produce, se compra y se vende al mejor postor. Ya en el segundo artículo se denomina a la educación como un servicio cuya prestación es responsabilidad neta del Estado.

A partir del momento de la aprobación de la Ley de Educación Superior, el movimiento estudiantil continúo dando batalla para que en la práctica los aspectos más resistidos de la ley no se apliquen, en medio de permanentes amenazas por parte del Poder Ejecutivo Nacional de recorte presupuestario. En este período, fue trascendental la unidad entre estudiantes y docentes, que a través de grandes movilizaciones en todo el país, fue frenando recortes presupuestarios propios de la Ley, fundamentalmente los impulsados por Roque Fernández en 1999, y López Murphy - Domingo Cavallo en 2001. 
En 1999, asume la presidencia de la nación el Dr. Fernando de la Rúa. Durante su mandato la situación laboral del país resultó duramente afectada por las consecuencias de la crisis económica que atravesó el país desde mediados de 1998. El proceso recesivo tuvo como consecuencia más visible el crecimiento de la desocupación; el constante deterioro de la oferta del mercado de trabajo se correlacionó con el crecimiento de la pobreza y con el fuerte aumento de la indigencia. Esto impactó en los sectores medios y medios bajos debido al deterioro de los ingresos familiares, generando un fenómeno que se conoció como “nuevos pobres”.
En octubre de 2000 se produjo la renuncia del vicepresidente Carlos Álvarez, en apariencia por la falta de acción del gobierno ante las denuncias de corrupción en el Senado por la aprobación de la ley de reforma laboral.
Ante el aumento de la deuda externa, Domingo Cavallo, con el “corralito”, confiscó los depósitos bancarios afectando en forma directa a los sectores de clase media que, reaccionaron con caceroladas y otras formas de protesta. Todos estos factores desembocaron en dos fenómenos que se potenciaron mutuamente: una crisis político institucional y la crisis en las calles. En su discurso del 20 de diciembre, De la Rúa declaró el estado de sitio y ordenó la represión. Esta combinación y ante la falta de respuestas por parte del gobierno profundizó el descontento de la población provocando tras los violentos episodios en la Plaza de Mayo el 20 y 21 de diciembre de 2001 la renuncia del presidente, fue la peor crisis del sistema político desde el retorno democrático. Tras la renuncia de De la Rúa asumieron cuatro presidentes: el Señor Ramón Puerta como Presidente Interino, quien convocó a una Asamblea Legislativa para elegir al sucesor; Adolfo Rodríguez Saá, Eduardo Camaño y Eduardo Duhalde. 
A partir de 2003, con el gobierno de Néstor Kirchner , Argentina estableció ciertas políticas económicas y sociales que, desde sus inicios, hicieron frente a la profunda crisis desatada por una dinámica sostenida de exclusión, que se había instalado en el país a partir de la década de los ‘90.
Se produjo un importante cambio: el Estado retomó su función fundamental como promotor del desarrollo y ejecutor de las políticas y acciones públicas orientadas a la consecución de nuevos objetivos, centrados en las personas y su bienestar. Así, se comenzó a establecer y aplicar políticas y estrategias que instalaron al empleo como principio de la inclusión y la reducción de la pobreza, y que promovieron una distribución más equitativa y justa de los ingresos e invirtieron en capital humano e infraestructura material que proporcionó condiciones macroeconómicas para mejorar las condiciones de vida de la población.

Durante el período 2003-2007 se sancionaron las siguientes leyes:
- Ley de Garantía del salario docente y 180 días de clase (n. 25.864, año 2003).
- Ley del Fondo Nacional de Incentivo Docente (n. 25.919, año 2004)
- Ley de Educación Técnico Profesional (n. 26.058, año 2005)
- Ley de Financiamiento Educativo (n. 26.075, año 2005)
- Ley Nacional de Educación Sexual Integral (n. 26.150, año 2006)
- Ley de Educación Nacional (n. 26.206, año 2006)

## Generalidades
La toma de las facultades fue impulsada por un altísimo grado de adhesión estudiantil que se caracterizó por el activismo, la participación asamblearia y la movilización en las calles de la anodina provincia tucumana; confiriendo a todo el proceso, ribetes de gesta histórica. 
Asimismo, la lógica de funcionamiento interna de la toma retomó prácticas y concepciones de la democracia directa. 
1- Se basó en el compromiso colectivo estudiantil ordenado en torno a asambleas periódicas vinculantes donde todo estudiante tenía voz y voto. 
2- Destitución de las conducciones de los centros estudiantiles, apéndices de las autoridades universitarias. 
3- Aparición de la figura del delegado con mandato, sensiblemente diferente a la idea del representante.
4- Eficiente organización interna en comisiones que sostuvieron las condiciones de permanencia cotidianas y resignificaron la apropiación simbólica del espacio.

## Efectos
Entre las consecuencias más importantes devenidas de la lucha estudiantil se destacó la construcción y puesta en funcionamiento del antiguo comedor estudiantil, que había sido cerrado durante la última dictadura militar.
Asimismo, los reclamos por igualdad de género interpelaron a la comunidad universitaria y pusieron sobre la escena pública local y nacional las demandas del movimiento feminista representado bajo la consigna "Ni una menos".